# سانتو، سام وإد حمى كأس
سانتو ، سام ، وإد حمى كأس هو برنامج تلفزيوني كوميدي أسترالي تدور أحداثه حول كرة القدم وعرض على قناة إس بي سي وقامت شركة ووركنغ دوغ بإنتاجه .
عرض البرنامج أثناء إقامة بطولة كأس العالم لكرة القدم 2010 في جنوب أفريقيا . وكان مقدمو البرنامج هم سانتو سيلورو ، سام بانغ ، وإد كافالي بالإضافة إلى روب سيتش الذي يظهر في أدوار بسيطة متفرقة . وتدور أحداث البرنامج حول مباريات اليوم السابق وعقد مقابلة مع ضيف خاص بالإضافة إلى تأدية مشاهد كوميدية .
لاعب وسط منتخب أستراليا مارك بريشيانو الذي أعلن عن انتقاله إلى نادي لاتسيو الإيطالي عبر مقابلة في إحدى حلقات البرنامج.